# سيفيرو هرنانديز
سيفيرو هرنانديز (بالإسبانية: Severo Hernández)‏ هو دراج كولومبي، ولد في 6 نوفمبر 1940. وتوفي عن عمر يناهز 81 عامًا يوم 15 أبريل 2022.

## وصلات خارجية
- سيفيرو هرنانديز على موقع إحصائيات الدراجات الإحترافية (الإنجليزية)
- سيفيرو هرنانديز على موقع أوليمبيديا (الإنجليزية)